# Adam Bandrowski
Adam Bandrowski (ur. 11 stycznia 1881 w Krakowie, zm. 15 kwietnia 1966) – polski pianista i malarz.

## Życiorys
Ukończył studia na Politechnice, w zakresie budowy mostów i konstrukcji żelaznych oraz konserwatorium muzyczne. W związku z kontuzją ręki, której nabawił się podczas I wojny światowej, porzucił muzykę na rzecz malarstwa. Po I wojnie światowej mieszkał w Warszawie, w 1938 zaś zamieszkał w Łodzi. Po II wojnie światowej należał do grupy „Artystów Niezależnych”. Uprawiał przede wszystkim malarstwo olejne i akwarelowe oraz rysunek. Początkowo malował portrety, z czasem tworząc również pejzaże oraz martwe natury. Uczestniczył w wystawach krajowych, a także indywidualnych: Zakopane (1912), Zachęta w Warszawie (1925, 1958). Jego dorobek artystyczny sprzed II wojny światowej zaginął podczas okupacji.
Należał do łódzkiego okręgu Związku Polskich Artystów Plastyków.

### Życie prywatne
Był bratem śpiewaczki operowej – Ewy Bandrowskiej-Turskiej. W Łodzi mieszkał przy ul. Bednarskiej 26.
Pochowany na Starym Cmentarzu w Łodzi.

## Odznaczenia
- Srebrny Krzyż Zasługi,
- Medal 10-lecia Polski Ludowej[2].